# 约翰·古德蒙德森
約翰·伯格·古德蒙德森（1990年10月27日—），是一名冰島職業足球員，司職翼鋒，目前效力沙特职业足球联赛俱乐部奧魯巴，也是冰島國家足球隊成員。

## 俱樂部生涯
2016年7月19日，古德蒙德森與查爾頓隊友尼克·波佩一起加盟英超升班馬球隊伯恩利，簽下為期三年的合約。 2021年1月30日，古德蒙德森签下了一份新合約，他将在伯恩利待到2023年6月。 2024年8月23日，约翰以未公开的转会费签约加入沙特职业联赛俱乐部Al-Orobah。

## 榮譽

### 球會
阿爾克馬爾
- 荷蘭盃冠軍 : 2012–13

般尼
- 英冠冠軍 : 2022-23[5]

## 外部連結
- Voetbal International profile （页面存档备份，存于） （荷兰文）
- Soccerway資料庫：约翰·古德蒙德森